# Harry Vos
Harry Vos (4. září 1946, Haag - 19. května 2010, Delft) byl nizozemský fotbalista, levý obránce. Zemřel 19. května 2010 ve věku 63 let na rakovinu.

## Fotbalová kariéra
Hrál nizozemskou ligu za ADO Den Haag, PSV Eindhoven a Feyenoord. V sezóně 1973-74 vyhrál nizozemskou ligu s Feyenoordem. V Poháru mistrů evropských zemí nastoupil ve 3 utkáních, v Poháru vítězů pohárů nastoupil ve 12 utkáních a v Poháru UEFA nastoupil ve 21 utkáních a soutěž v roce 1974 s Feyenoordem vyhrál. Nikdy nenastoupil za nizozemskou reprezentaci, ale byl členem reprezentace na Mistrovství světa ve fotbale 1974, kdy Nizozemí získalo stříbrné medaile za 2. místo.

## Ligová bilance
| Ročník                    | Zápasy | Góly | Klub          |
| ------------------------- | ------ | ---- | ------------- |
| Eredivisie 1966/67        | 34     | 2    | ADO Den Haag  |
| Eredivisie 1967/68        | 32     | 0    | ADO Den Haag  |
| Eredivisie 1968/69        | 33     | 0    | ADO Den Haag  |
| Eredivisie 1969/70        | 33     | 1    | ADO Den Haag  |
| Eredivisie 1970/71        | 34     | 0    | PSV Eindhoven |
| Eredivisie 1971/72        | 11     | 0    | Feyenoord     |
| Eredivisie 1972/73        | 19     | 0    | Feyenoord     |
| Eredivisie 1973/74        | 32     | 0    | Feyenoord     |
| Eredivisie 1974/75        | 19     | 1    | Feyenoord     |
| Eredivisie 1975/76        | 22     | 0    | Feyenoord     |
| Eredivisie 1976/77        | 24     | 0    | Feyenoord     |
| CELKEM 1. nizozemská liga | 293    | 4    |               |